# Karl Günther Kronawitter
Karl Günther Kronawitter (* 22. Dezember 1934 in Vilshofen; † 5. April 2000) war ein hessischer Politiker (SPD) und Abgeordneter des Hessischen Landtags.

## Ausbildung und Beruf
Nach dem Schulabschluss machte Kronawitter 1950 bis 1953 eine Lehre als Former und Gießer. Danach arbeitete er zehn Jahre in seinem erlernten Beruf, bis er 1965 und 1966 die Akademie der Arbeit in Frankfurt besuchte und danach bis 1971 als zweiter Bevollmächtigter der IG Metall in Gießen und ab 1971 als Bezirkssekretär der IG Metall in Frankfurt am Main arbeitete. Von Mai 1989 bis 1998 war er Leiter des IG Metall Bezirks Frankfurt (heute: „Bezirk Mitte“).
Kronawitter war verheiratet und hatte drei Kinder.

## Politik
Seit 1958 war Kronawitter Mitglied der SPD. Er war stellvertretender Bundesvorsitzender der Arbeitsgemeinschaft für Arbeit der SPD und Mitglied des SPD Landesvorstandes.
Er war vom 1. Dezember 1970 bis zum 4. April 1991 (7. – 12. Wahlperiode) Mitglied des Hessischen Landtags und dort in der 10. Wahlperiode Vorsitzender des Ausschusses für Wirtschaft und Technik. 
1989 war er Mitglied der 9. Bundesversammlung.